# Après la pluie...
Pour les articles homonymes, voir Après la pluie.
Pour plus de détails, voir Fiche technique et Distribution.
Après la pluie... (Just in Time) est un film américain réalisé par Shawn Levy et sorti en 1997. Il s'agit de son premier long métrage.

## Fiche technique
- Titre français : Après la pluie...
- Titre québécois : Après la pluie, le beau temps
- Titre original : Just in Time
- Réalisation : Shawn Levy
- Scénario : Eric Tuchman
- Photographie : Matthew Williams
- Montage : David Blangsted et Lori Petersen Waite
- Production : David Blangsted, Don Schain et Lori Petersen Waite
- Société de production : Leucadia Film Corporation
- Pays de production :  États-Unis
- Genre : Comédie dramatique et romantique
- Durée : 95 minutes
- Date de sortie : 
  - États-Unis : 1997

## Distribution
- Mark Moses : Michael Bedford
- Rebecca Chambers : Faith Zacarelli
- Jane Sibbett : Brenda Hyatt
- Steven Eckholdt : Jake Bedford
- Brittany Alyse Smith : Lily Bedford
- Micole Mercurio : Dotty Zacarelli
- Scott Ditty : Richie
- Rosalind Soulam : Roberta
- Frank Gerrish : Big Frank
- Dennis Saylor : Jerry
- Micaela Nelligan : Mme Thaler
- Jeff Olson : Hal Pipkin